# Willis E. Lamb
Willis Eugene Lamb, född 12 juli 1913 i Los Angeles, Kalifornien, USA, död 15 maj 2008 i Tucson, Arizona, var en amerikansk fysiker, som var professor vid Yale University. Han upptäckte det som nu kallas Lambskiftet och tilldelades 1955, tillsammans med Polykarp Kusch, Nobelpriset i fysik "för upptäckter rörande finstrukturen i vätets spektrum".

## Biografi
Lamb utbildades vid Los Angeles High School till 1930 och tog därefter kandidatexamen i kemi vid University of California, Berkeley 1934. Baserat på teoretiskt arbete rörande hur neutroner sprids av en kristall, under handledning av Robert Oppenheimer, tog han doktorsexamen i fysik 1938. På grund av de begränsade beräkningsmetoder som var tillgängliga vid den tiden missade denna forskning nätt och jämnt att avslöja Mössbauer-effekten, 19 år innan den konstaterades av Rudolf Mössbauer. 
Lamb arbetade allmänt med kärnteori, laserfysik och verifiering av kvantmekanik och är av D. Kaiser ihågkommen som en "sällsynt teoretiker som blev experimentalist".
Lamb, som varit gift tre gånger utan barn, dog i maj 2008, 94 år gammal, på grund av komplikationer av en gallstenssjukdom.

## Karriär och vetenskapligt arbete
Lamb var fysikprofessor vid Stanford från 1951 till 1956 och därefter Wykehamprofessor i fysik vid University of Oxford från 1956 till 1962. Han undervisade senare vid Yale, Columbia och University of Arizona och valdes till stipendiat av American Academy of Arts and Sciences 1963.
Förutom sitt avgörande och berömda bidrag till kvantelektrodynamiken via Lambskiftet, ägnade han under senare delen av sin karriär allt större uppmärksamhet åt kvantmätningsområdet. I en av sina skrifter uppgav Lamb att "de flesta som använder kvantmekanik har litet behov av att veta mycket om tolkningen av ämnet." Lamb var också öppet kritisk till många av tolkningstrenderna inom kvantmekanik.

## Utmärkelser och hedersbetygelser
- Hedersdoktor vid University of Pennsylvania,  1953
- Rumfordpriset,  1953[13]
- Nobelpriset i fysik, med  Polykarp Kusch,  1955[14][15]
- Guthrieföreläsning,  1958[16]
- Guggenheimstipendiet,  1960[17]
- Hedersdoktor vid Yeshivauniversitetet,  1965
- Hedersdoktor vid Columbia University,  1990
- Einstein-priset för laserforskning,  1992
- Hedersdoktor vid Ulms universitet,  1997
- National Medal of Science,  2000
- Medlem av American Physical Society
- Fellow of the American Academy of Arts and Sciences
- Medlem av Optical Society of America

[Redigera Wikidata]